# Neoclytus plaumanni
Neoclytus plaumanni är en skalbaggsart som beskrevs av Fuchs 1966. Neoclytus plaumanni ingår i släktet Neoclytus och familjen långhorningar. Inga underarter finns listade i Catalogue of Life.